# Стефурак Роман Романович
Рома́н Рома́нович Стефура́к (нар. 17 квітня 1996, Томаківка, Томаківський район, Дніпропетровська область, Україна) — український футболіст, півзахисник запорізького МФК «Металург».

## Життєпис

### Ранні роки
Коли Романові виповнилося 2 роки, його родина переїхала до Покровського. Там він ходив до звичайної школи та займався боротьбою, бо його батько є тренером із вільної боротьби. Футболом розпочав займатися лише згодом, але в порівнянні з боротьбою це тоді було несерйозно. Коли ж йому виповнилося років із 10, він поїхав на канікули до бабусі, де була футбольна секція, і там тренер Степан Дмитрович Рудич спочатку дозволив із ними потренуватися, а потім запропонував поїхати до Запоріжжя, на матч із «Металургом», після завершення якого їхній тренер запросив Романа на оглядини. Зрештою, відігравши матч на першість міста, Стефурак залишився в ДЮСШ «Металурга». Спочатку, років до 13-ти, їздив туди тільки щосуботи — на матчі, а згодом, за рік до початку чемпіонату України U-14, перебрався до Запоріжжя на постійне місце проживання. Із 2009 по 2013 рік провів у чемпіонаті ДЮФЛ 73 матчі, забивши 12 голів.

### Клубна кар'єра

#### «Металлург»
23 липня 2013 року дебютував у юнацькій (U-19) команді запорожців у поєдинку з харківським «Металістом». За молодіжну (U-21) команду дебютував 5 квітня 2014 року в матчі проти одеського «Чорноморця».
28 серпня 2015 року дебютував у Прем'єр-лізі у виїзній грі проти донецького «Шахтаря», замінивши на 76-й хвилині Ігоря Жураховського. Наприкінці 2015 року покинув «Металург» у зв'язку із процесом ліквідації клубу.

#### «Чорноморець»
2 січня 2016 року було офіційно оголошено про перехід Романа до складу одеського «Чорноморця», з яким він підписав контракт на 2,5 роки. 4 березня того ж року дебютував за молодіжну (U-21) команду «моряків» у домашньому матчі проти львівських «Карпат». Загалом провів 9 поєдинків (забив 1 гол) за «молодіжку» «Чорноморця», жодного разу не зігравши за основну команду. Зрештою керівництво одеситів повідомило, що не розраховує на Романа, та віддало документи.

#### «Авангард»
Наприкінці вересня 2016 року, підписавши контракт до кінця сезону, став гравцем краматорського «Авангарда», у складі якого дебютував 8 жовтня того ж року в домашній грі проти київського «Арсенала». 21 жовтня 2016 року забив свій перший гол на професіональному рівні на 49-й хвилині домашнього матчу проти київського клубу «Оболонь-Бровар».

### Збірна
Із 2013 по 2014 рік грав у складі юнацької збірної України (U-18).

## Статистика
Статистичні дані наведено станом на 13 листопада 2016 року
| Клуб          | Ліга         | Сезон   | Чемпіонат | Чемпіонат | Кубок | Кубок | U-21 | U-21 |
| Клуб          | Ліга         | Сезон   | Ігри      | Голи      | Ігри  | Голи  | Ігри | Голи |
| ------------- | ------------ | ------- | --------- | --------- | ----- | ----- | ---- | ---- |
| «Металург» З  | Прем'єр-ліга | 2013/14 |           |           |       |       | 4    | 0    |
| «Металург» З  | Прем'єр-ліга | 2014/15 |           |           |       |       | 5    | 0    |
| «Металург» З  | Прем'єр-ліга | 2015/16 | 4         | 0         |       |       | 9    | 1    |
| «Чорноморець» | Прем'єр-ліга | 2015/16 |           |           |       |       | 9    | 1    |
| «Авангард»    | Перша ліга   | 2016/17 | 7         | 1         |       |       |      |      |